# Natalia O'Shea
Natalia O'Shea (in russo Ната́лья О’Шей?, Natál'ja O'Šej), nata Natal'ja Andreevna Nikolaeva (in russo Ната́лья Андре́евна Никола́ева?),  nome d'arte Hellawes (in russo Хелави́са?, Chelavísa; 3 settembre 1976) è una cantautrice, musicista e linguista russa.
Esperta di arpa irlandese e di chitarra, è leader dei gruppi Mel'nica (Folk-rock) e Clan Lir (folk tradizionale celtico e folk medievale). In precedenza aveva fatto parte del Till Eulenspiegel, un progetto folk, in cui era cantante e coautrice di numerosi brani.

## Biografia
O'Shea è una linguista, specializzata in lingue celtiche e indo-europee. Ha conseguito un dottorato in scienze filologiche ed è docente presso la Università statale di Mosca. In precedenza ha lavorato al Trinity College di Dublino (Irlanda). Natalia dal 2004 vive e lavora in Irlanda (Dublino) e in Svizzera (Ginevra), ma periodicamente ritorna in Russia per partecipare ai concerti dei Mel'nica e dei Clan Lir o in esecuzioni musicali da solista (Hellawes).
O'Shea ha iniziato la sua carriera artistica nel 1998 ed ora è una fra le più affermate cantanti folk-rock sulla scena russa ed europea. È una cantautrice di culto tra giovani, soprattutto negli ambienti studenteschi ed universitari di Mosca, di San Pietroburgo e di altre città russe. È assai popolare anche tra i giocatori di Gioco di ruolo.
Ha musicato brani di J. R. R. Tolkien, W. B. Yeats, Francesco Petrarca, Thomas Moore, Aleksandr Aleksandrovič Blok, J. W. Goethe, Nikolaj Stepanovič Gumilëv, R. Kipling ed altri celebri scrittori e poeti.
Le Canzoni di Hellawes si sono diffuse soprattutto attraverso internet, ottenendo il riconoscimento di molti ascoltatori sia in Russia che nel resto del mondo.
Il 21 agosto 2004 Natalia si è sposata con James Cornelius O'Shea, cittadino irlandese, membro dell'ambasciata d'Irlanda a Mosca e il 22 luglio 2008 è nata a Ginevra Nina Caitríona O'Shea, la loro prima figlia.

## Discografia

### Hellawes
- Running to Paradise (Melanar, 1996)

1. Beren's Song (J. R. R. Tolkien)
2. The Song of Beren and Lúthien (J. R. R. Tolkien)
3. Nimrodel (J. R. R. Tolkien)
4. Galadriel's Song (J. R. R. Tolkien)
5. Legolas' Song (J. R. R. Tolkien)
6. The Lullaby (J. R. R. Tolkien)
7. Rolling Down the Hole (J. R. R. Tolkien)
8. The Hosting of the Sidhe (W. B. Yeats)
9. He mourns for the Change that has come upon him and his Beloved, and longs for the End of the World (W. B. Yeats)
10. The Song of Wandering Aengus (W. B. Yeats)
11. The Unappeasable Host (W. B. Yeats)
12. The Host of the Air (W. B. Yeats)
13. The Black Tower (W. B. Yeats)
14. September 1913 (W. B. Yeats)
15. «I am of Ireland» (W. B. Yeats)
16. Under the Moon (W. B. Yeats)
17. The Withering of the Boughs (W. B. Yeats)
18. Running to Paradise (W. B. Yeats)

- Дорога сна (The Road of Dream - La strada del sogno) 1996

1. Змей (Nikolaj Stepanovič Gumilëv)
2. Дорога сна (The Road of Dream, Hellawes)
3. Воин вереска (Nathfroech, Hellawes)
4. Увядание листьев (The Withering of the Boughs, W. B. Yeats)
5. Чёрная башня (The Black Tower, W. B. Yeats)
6. Неукротимое племя (The Unappeasable Host, W. B. Yeats)
7. Блюз апельсиновых корок

- Лунный день (The Lunar Day - Il giorno della Luna) (Melanar, 1996)

1. Песня Гаэтана (Alexander Blok)
2. Кэр-Ис (Kêr-Is, Alexander Blok)
3. Песня Алискана (Alexander Blok)
4. Рапунцель (Rapunzel, Т. Лаврова)
5. Лорд Рэндал (Lord Randall)
6. Ирландская мелодия (Irish Melodies, Thomas Moore)
7. Горец (Highlander, Robert Burns)
8. Лорд Грегори (Lorg Gregory, Robert Burns)
9. Сонет XVII (XVII Sonetto, Francesco Petrarca)
10. Сонет IX (IX Sonetto, Francesco Petrarca)
11. Гретхен за прялкой (Gretchen am Spinnrade, J. W. Goethe)
12. Маргарита (Margherita, Nikolaj Stepanovič Gumilëv)
13. Приворотное зелье (Т. Гузова)
14. Песня Галадриэль (Galadriel's Song, J. R. R. Tolkien)
15. Баллада о Берене и Лютиен («The Song of Beren and Luthien», J. R. R. Tolkien)
16. Дайолен — Даэрону (Элхэ Ниэннах)
17. Гимн Деревьям («Oak, Ash and Thorn», J. R. Kipling)

- Сольные записи (Album solista) 1999

1. Мора (Mara)
2. Оборотень (Werewolf)
3. Зима (Winter)
4. На Север (To The North/O Thuaidh)
5. Неукротимое Племя (The Unappeasable Host)
6. Увядание Листьев (The Withering of the Boughs)
7. Дуб, Терновник и Ясень (Oak, Ash and Thorn)
8. Сонный Рыцарь
9. Дорога Сна (The Road of Dream)
10. Королевская Охота
11. Воин Вереска (Nathfroech)
12. Зов Крови (Call of Blood)
13. Княже (Prince)
14. Прялка (Wheel)
15. Королевна (Queen)

- Altre canzoni

1. Бродяга
2. Контрабанда (Contrabando)
3. А если бы он вернулся опять (Maurice Maeterlinck, Quinze Chansons, II)
4. Тебя Ждала (tune of Tri Martolod, «Начало Века» feat Hellawes)

### Melnitsa
- «Дорога сна» (2003)
- «Master of the Mill» (2004)
- «Перевал» (2005)
- «Зов крови» (2006)
- «The Best» (2007)
- «Дикие травы» (2009)